# Ruskie Piaski (gromada)
Ruskie Piaski (od 1 X 1963 Krzak) – dawna gromada, czyli najmniejsza jednostka podziału terytorialnego Polskiej Rzeczypospolitej Ludowej w latach 1954–1972.
Gromady, z gromadzkimi radami narodowymi (GRN) jako organami władzy najniższego stopnia na wsi, funkcjonowały od reformy reorganizującej administrację wiejską przeprowadzonej jesienią 1954 do momentu ich zniesienia z dniem 1 stycznia 1973, tym samym wypierając organizację gminną w latach 1954–1972.
Gromadę Ruskie Piaski z siedzibą GRN w Ruskich Piaskach utworzono – jako jedną z 8759 gromad na obszarze Polski – w powiecie zamojskim w woj. lubelskim na mocy uchwały nr 18 WRN w Lublinie z dnia 5 października 1954. W skład jednostki weszły obszary dotychczasowych gromad Deszkowice, Krzak, Zamszany, Ruskie Piaski, Wólka Nieliska i Podstary Zamość ze zniesionej gminy Nielisz w tymże powiecie. Dla gromady ustalono 17 członków gromadzkiej rady narodowej.
1 stycznia 1962 do gromady Ruskie Piaski włączono wieś i kolonię Złojec ze zniesionej gromady Białobrzegi w tymże powiecie.
1 stycznia 1963 gromadę Ruskie Piaski zniesiono przez przeniesienie siedziby GRN z Ruskich Piasków do wsi Krzak i zmianę nazwy jednostki na gromada Krzak.